# Detroit Lions 2023
La stagione 2023 dei Detroit Lions è stata la 93ª della franchigia nella National Football League e la terza con Dan Campbell come capo-allenatore.
I Lions migliorarono il loro bilancio di 9–8 della stagione precedente dopo una vittoria nella settimana 15 contro i Denver Broncos che li portò a dieci vittorie per la prima volta dal 2014. La squadra terminò con un record di 12–5, pareggiando il record stagionale di vittorie e chiudendo a pari merito con i San Francisco 49ers e i Dallas Cowboys per il miglior risultato della NFC.
Dopo una vittoria nella settimana 11 contro i Chicago Bears, i Lions partirono con un record di 8–2 per la prima volta dal 1962. Grazie a una vittoria sui Minnesota Vikings nel sedicesimo turno, la squadra vinse il suo primo titolo di division dal 1993, il primo di sempre nella NFC North dopo il riallineamento delle division nel 2002. Fu anche la prima apparizione ai playoff dal 2016, ospitando per la prima volta una gara nella post-season dal 1993 e solo la terza dalla vittoria del campionato NFL nel 1957.
Essendo dietro nella classifica avulsa rispetto a 49ers e Cowboys, i Lions iniziarono i playoff come terza testa di serie nella NFC. Nella loro prima gara di playoff al Ford Field, i Lions batterono il loro ex quarterback Matthew Stafford e i Los Angeles Rams 24–23 nel turno delle wild card, la loro prima vittoria nei playoff dalla stagione 1991, chiudendo la peggiore striscia attiva nella NFL. Detroit ospitò poi i Tampa Bay Buccaneers nel Divisional Round, la prima volta nella storia del club che giocò due gare interne di playoff nello stesso anno. I Lions vinsero per 31–23 qualificandosi per la loro prima finale della NFC dal 1991. Lì furono sconfitti dai San Francisco 49ers 31–34 malgrado l'essersi trovati in vantaggio per 24–7 alla fine del primo tempo.

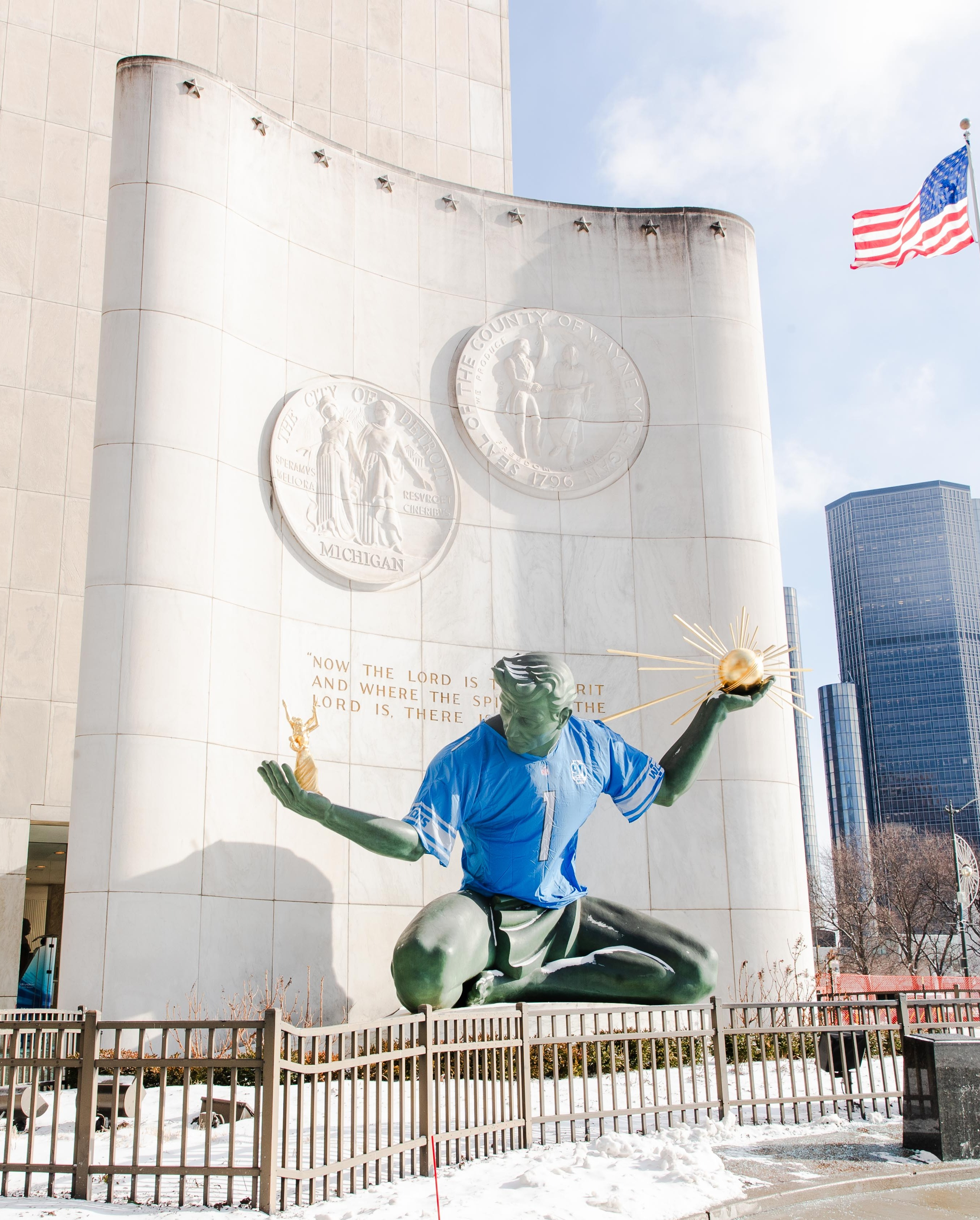
Il monumento chiamato The Spirit of Detroit decorato con una maglia dei Lions nel gennaio 2024 per celebrare la corsa nei playoff della squadra

## Scelte nel Draft 2023
| Scelte dei Lions nel Draft 2023 |        |                |                  |                  |                 |        |
| Giro                            | Scelta | Giocatore      | Ruolo            | College          | Note            | Fonte  |
| 1                               | 12     | Jahmyr Gibbs   | Running back     | Alabama          | Da Arizona      | [ 5 ]  |
| 1                               | 18     | Jack Campbell  | Linebacker       | Iowa             |                 | [ 6 ]  |
| 2                               | 34     | Sam LaPorta    | Tight end        | Iowa             | Da Arizona      | [ 7 ]  |
| 2                               | 48     | Brian Branch   | Safety           | Alabama          |                 | [ 8 ]  |
| 3                               | 68     | Hendon Hooker  | Quarterback      | Tennessee        | Da Denver       | [ 9 ]  |
| 3                               | 96     | Brodric Martin | Defensive tackle | Western Kentucky | Da Arizona      | [ 10 ] |
| 5                               | 152    | Colby Sorsdal  | Offensive tackle | William & Mary   |                 | [ 11 ] |
| 7                               | 219    | Antoine Green  | Wide receiver    | North Carolina   | Da Philadelphia | [ 12 ] |

## Staff
| Staff dei Detroit Lions |
| --- |
| Organi dirigenziali - Proprietaria – Sheila Ford Hamp - Vice chairpeople – William Clay Ford Jr., Martha Ford Morse e Elizabeth Ford Kontulis - Presidente – Rod Wood - Presidente & CEO – Chris Spielman - Vice presidente esecutivo/general manager – Brad Holmes - Assistente general manager – Ray Agnew - Vide presidente senior del football & business administration – Mike Disner - Direttore del personale dei giocatori – Lance Newmark - Direttore degli osservatori dei professionisti – Rob Lohman - Direttore degli osservatori del college – Dave Sears - Dirigente del personale senior – John Dorsey Capo allenatore - Capo-allenatore – Dan Campbell - Assistente c.a./running back – Duce Staley Altri allenatori - Direttore delle prestazioni sportive – Mike Clark - Direttore della scienza sportiva – Jill Costanza - Preparatore atletico – Josh Schuler - Assistente p.a. – Morris Henry Allenatori dell'attacco - Coordinatore offensivo – Ben Johnson - Quarterback – Mark Brunell - Wide receiver – Antwaan Randle El - Assistente wide receiver – Seth Ryan - Tight end/gioco sui passaggi – Tanner Engstrand - Offensive line – Hank Fraley - Assistente attacco senior – John Morton - Controllo qualità attacco – Steve Oliver - WCF minority fellowship – Deon'tae Pannell Allenatori della difesa - Coordinatore difensivo – Aaron Glenn - Defensive line – Todd Wash - Assistente defensive line – Cameron Davis - Linebacker – Kelvin Sheppard - Defensive back/gioco sui passaggi – Aubrey Pleasant - Assistente difesa/outside linebacker – David Corrao - Assistente difesa – Brian Duker - Controllo qualità difesa – Wayne Blair - Controllo qualità difesa – Stephen Thomas Allenatori dello special team - Coordinatore degli special team – Dave Fipp - Assistente special team – Jett Modkins |

## Roster
| Roster dei Detroit Lions |
| --- |
| Quarterback - 10 Teddy Bridgewater - 16 Jared Goff Running Back - 45 Jason Cabinda FB - 26 Jahmyr Gibbs - 5 David Montgomery - 13 Craig Reynolds Wide Receiver - 80 Antoine Green - 0 Marvin Jones - 11 Kalif Raymond - 8 Josh Reynolds - 14 Amon-Ra St. Brown Tight End - 87 Sam LaPorta - 82 James Mitchell - 89 Brock Wright Offensive Linemen - 68 Taylor Decker T - 60 Graham Glasgow G - 73 Jonah Jackson G - 67 Matt Nelson T - 77 Frank Ragnow C - 58 Penei Sewell T - 75 Colby Sorsdal T - 72 Halapoulivaati Vaitai G Defensive Linemen - 96 Isaiah Buggs DT - 79 John Cominsky DE - 53 Charles Harris DE - 97 Aidan Hutchinson DE - 94 Benito Jones DT - 98 Brodric Martin DT - 54 Alim McNeill DT - 95 Romeo Okwara DE - 91 Levi Onwuzurike DT - 93 Josh Paschal DE Linebacker - 34 Alex Anzalone OLB - 55 Derrick Barnes MLB - 46 Jack Campbell MLB - 41 James Houston OLB - 57 Anthony Pittman MLB - 42 Jalen Reeves-Maybin OLB - 44 Malcolm Rodriguez OLB Defensive Back - 32 Brian Branch FS - 30 Khalil Dorsey CB - 2 C.J. Gardner-Johnson SS - 24 Steven Gilmore Jr. CB - 25 Will Harris CB - 23 Jerry Jacobs CB - 31 Kerby Joseph SS - 6 Ifeatu Melifonwu CB - 4 Emmanuel Moseley CB - 1 Cameron Sutton CB - 21 Tracy Walker FS Special Team - 47 Scott Daly LS - 3 Jack Fox P - 36 Riley Patterson K Lista delle riserve - 12 Hendon Hooker QB (NF-Inj.) - 99 Julian Okwara OLB (IR) - 7 Nate Sudfeld QB (IR) - 9 Jameson Williams WR (Sospeso) - 83 Shane Zylstra TE (IR) Squadra di allenamento - 15 Maurice Alexander WR - 74 Kayode Awosika OG - 17 Michael Badgley K - 18 David Blough QB - 90 Quinton Bohanna DT - 86 Darrell Daniels TE - 83 Dylan Drummond WR - 84 Daurice Fountain WR - 76 Connor Galvin OT - 52 Raymond Johnson III DE - 40 Brandon Joseph FS - 28 Zonovan Knight RB - 27 Chase Lucas CB - 62 Michael Niese T - 59 Trevor Nowaske MLB - 63 Max Pircher T - 92 Chris Smith DE Roster aggiornato al 10 settembre 2023 53 attivi, 5 inattivi, 16 nella squadra di allenamento |
| Legenda - I rookie sono in corsivo. - Il primo ruolo è il principale mentre gli eventuali successivi indicano i ruoli secondari. - (IR) sta per Injured Reserve ed indica la lista ristretta per un solo giocatore infortunato che può tornare ad allenarsi dopo la settimana 6 e a rientrare in prima squadra dopo che questa ha giocato 8 partite. - (NF-Inj.) / (NF-Ill.) stanno rispettivamente per Non-Football Injured e Non-Football Illness ed indicano le liste dove viene inserito un giocatore che ha un infortunio o una malattia non dipendente dal football americano. - (PUP) sta per Physically Unable to Perform ed indica la lista dove viene inserito un giocatore mentre è in attesa di recuperare la condizione fisica. Nella stagione regolare dopo la sesta partita giocata dalla propria squadra, il giocatore ha tempo tre settimane per riprendere ad allenarsi, più tre settimane aggiuntive dal suo rientro agli allenamenti per rientrare in prima squadra. |

## Precampionato
Il 19 maggio 2023 furono annunciate le gare del precampionato.
| Precampionato |           |           |                      |           |        |                         |               |         |
| Settimana     | Data      | Ora (ET)  | Avversario           | Risultato | Record | Stadio                  | TV            | Sintesi |
| 1             | 11 agosto | 7:00 p.m. | New York Giants      | V 21-16   | 1-0    | Ford Field              | WJBK-TV (Fox) | Sintesi |
| 2             | 19 agosto | 1:00 p.m. | Jacksonville Jaguars | S 7-25    | 1-1    | Ford Field              | WJBK-TV (Fox) | Sintesi |
| 3             | 25 agosto | 8:00 p.m. | @ Carolina Panthers  | V 26-17   | 2-1    | Bank of America Stadium | CBS           | Sintesi |

## Stagione regolare

### Calendario
Il calendario della stagione regolare 2023 fu reso noto l'11 maggio 2023. I Lions giocarono la partita inaugurale della stagione, l'NFL Kickoff Game, contro i Kansas City Chiefs vincitori del Super Bowl LVII. L'orario della partita della settimana 6 fu in seguito spostato dalla lega, valutando la gara di interesse. Il 30 novembre 2023 fu annunciato che la gara del quindicesimo turno si sarebbe giocata sabato 16 dicembre. Data e orario della gara di settimana 18 furono stabilite il 31 dicembre 2023, dopo lo svolgimento del diciassettesimo turno.
| Stagione regolare |                     |                     |                          |                     |                     |                       |                     |                     |
| Settimana         | Data                | Ora (ET)            | Avversario               | Risultato           | Record              | Stadio                | TV                  | Sintesi             |
| 1                 | 7 settembre         | 8:20 p.m.           | @ Kansas City Chiefs (K) | V 21-20             | 1-0                 | Arrowhead Stadium     | NBC                 | Sintesi             |
| 2                 | 17 settembre        | 1:00 p.m.           | Seattle Seahawks         | S 31-37 (DTS)       | 1-1                 | Ford Field            | Fox                 | Sintesi             |
| 3                 | 24 settembre        | 1:00 p.m.           | Atlanta Falcons          | V 20-6              | 2-1                 | Ford Field            | Fox                 | Sintesi             |
| 4                 | 28 settembre        | 8:15 p.m.           | @ Green Bay Packers (T)  | V 34-20             | 3-1                 | Lambeau Field         | Prime Video         | Sintesi             |
| 5                 | 8 ottobre           | 1:00 p.m.           | Carolina Panthers        | V 42-24             | 4-1                 | Ford Field            | Fox                 | Sintesi             |
| 6                 | 15 ottobre          | 4:25 p.m.           | @ Tampa Bay Buccaneers   | V 20-6              | 5-1                 | Raymond James Stadium | Fox                 | Sintesi             |
| 7                 | 22 ottobre          | 1:00 p.m.           | @ Baltimore Ravens       | S 6-38              | 5-2                 | M&T Bank Stadium      | Fox                 | Sintesi             |
| 8                 | 30 ottobre          | 8:15 p.m.           | Las Vegas Raiders (M)    | V 26-14             | 6-2                 | Ford Field            | ESPN                | Sintesi             |
| 9                 | Settimana di riposo | Settimana di riposo | Settimana di riposo      | Settimana di riposo | Settimana di riposo | Settimana di riposo   | Settimana di riposo | Settimana di riposo |
| 10                | 12 novembre         | 4:05 p.m.           | @ Los Angeles Chargers   | V 41-38             | 7-2                 | SoFi Stadium          | CBS                 | Sintesi             |
| 11                | 19 novembre         | 1:00 p.m.           | Chicago Bears            | V 31-26             | 8-2                 | Ford Field            | Fox                 | Sintesi             |
| 12                | 23 novembre         | 12:30 p.m.          | Green Bay Packers (TD)   | S 22-29             | 8-3                 | Ford Field            | Fox                 | Sintesi             |
| 13                | 3 dicembre          | 1:00 p.m.           | @ New Orleans Saints     | V 33-28             | 9-3                 | Caesars Superdome     | Fox                 | Sintesi             |
| 14                | 10 dicembre         | 1:00 p.m.           | @ Chicago Bears          | S 13-28             | 9-4                 | Soldier Field         | Fox                 | Sintesi             |
| 15                | 16 dicembre         | 8:15 p.m.           | Denver Broncos           | V 42-17             | 10-4                | Ford Field            | NFL Network         | Sintesi             |
| 16                | 24 dicembre         | 1:00 p.m.           | @ Minnesota Vikings      | V 30-24             | 11-4                | U.S. Bank Stadium     | Fox                 | Sintesi             |
| 17                | 30 dicembre         | 8:15 p.m.           | @ Dallas Cowboys         | S 19-20             | 11-5                | AT&T Stadium          | ESPN/ABC            | Sintesi             |
| 18                | 7 gennaio           | 1:00 p.m.           | Minnesota Vikings        | V 30-20             | 12-5                | Ford Field            | Fox                 | Sintesi             |

Note:
- Gli avversari della propria division sono in grassetto.
- Il simbolo "@" indica una partita giocata in trasferta.
- (K) indica il Kickoff Game, (M) il Monday Night Football, (T) il Thursday Night Football e (TD) una partita giocata nel Thanksgiving Day.

## Play-off
Al termine della stagione regolare i Lions arrivarono primi nella NFC North con un record di 12 vittorie e 5 sconfitte, qualificandosi ai play-off con la testa di serie numero 3.
| Play-off         |            |           |                           |           |        |                |     |         |
| Turno            | Data       | Ora (ET)  | Avversario (seed)         | Risultato | Record | Stadio         | TV  | Sintesi |
| Wild Card        | 14 gennaio | 8:00 p.m. | Los Angeles Rams (6)      | V 24-23   | 1-0    | Ford Field     | NBC | Sintesi |
| Divisional       | 21 gennaio | 3:00 p.m. | Tampa Bay Buccaneers (4)  | V 31-23   | 2-0    | Ford Field     | NBC | Sintesi |
| NFC Championship | 28 gennaio | 6:30 p.m. | @ San Francisco 49ers (1) | S 31-34   | 2-1    | Levi's Stadium | Fox | Sintesi |

## Premi

### Premi settimanali e mensili
- Aidan Hutchinson:

difensore della NFC della settimana 3
- Jared Goff:

giocatore offensivo della NFC della settimana 6
quarterback della settimana 6
- Jalen Reeves-Maybin:

giocatore degli special team della NFC della settimana 13
- Sam LaPorta:

rookie della settimana 13
rookie della settimana 15
- Ifeatu Melifonwu:

difensore della NFC della settimana 16